# Juan Pablo Di Pace
Juan Pablo Di Pace (Buenos Aires, 25 de julho de 1979) é um ator,  cantor e diretor argentino. Se tornou conhecido por atuar em vários musicais, filmes de cinema e filmes e séries de TV como na versão inglesa de Chicago, Survival Island, Mamma Mia!, Dallas e Fuller House.

## Infância e educação
Di Pace nasceu em Buenos Aires, na Argentina, sendo o terceiro filho dos pintores Marta Maineri e Victorio Di Pace. Aos 12 anos, se mudou para a Espanha, e aos 17, recebeu uma bolsa de estudos para a United World College do Adriatico em Trieste, na Itália. Também estudou teatro no London Studio Centre, morando em Londres por dez anos. Assim, Di Pace fala fluentemente espanhol, inglês e italiano.

## Carreira
Antes de entrar para o cinema, Di Pace começou a atuar em diversas produções, como no musical Chicago, em Londres, onde apareceu em pôsteres da produção exibida no Reino Unido. Desempenhou papéis importantes, como o de Danny Zuko na produção italiana Grease (parcialmente dirigida por ele) e Tony Manero na produção espanhola Saturday Night Fever produzida pela Stage Entertainment (o que lhe rendeu elogios da crítica pela imprensa europeia).
Di Pace também participou de videoclipes, como nas músicas Call on me (2004), do DJ e produtor sueco Eric Prydz, e Time Is Running Out (2009), da banda britânica de rock Muse. Sua estreia no cinema foi em 2005 no filme Survival Island. Ele também foi destaque no filme Mamma Mia! (2008), no papel do grego Petros.
Em 2013, atuou como o empresário bilionário Nicolas Treviño na terceira temporada de Dallas, reboot de 2012 da TNT. Em 2016, Di Pace atuou como Fernando, ex-marido de Kimmy Gibbler na série Fuller House da Netflix, sendo promovido ao elenco principal a partir da segunda temporada. Participou da série A.D. The Bible Continues (2015), sequela da série Biblia (2013), no papel de Jesus. Em 2018, competiu pela 27ª temporada do Dancing with the Stars, fazendo dupla com a dançarina profissional Cheryl Burke, chegando até a semifinal e terminando em quinto lugar. Em 2020, fez par romântico com Peter Porte em Dashing in December, um dos primeiros filmes de romance natalino com protagonistas LGBTQ+ para televisão, da Paramount Network.

## Vida pessoal
Di Pace se assumiu publicamente como gay em julho de 2019. Durante uma palestra de TEDx, afirmou que ouvira piadas homofóbicas quando criança e, por conta disso, lutou contra sua orientação sexual por muito tempo. A sua interpretação de Jesus na série A.D. The Bible Continues foi crucial para aceitar plenamente sua homossexualidade: “De todas as pessoas no mundo que poderiam desempenhar esse papel, eles me escolheram. Então, lá estou eu, pendurado na cruz, em pleno Marrocos, olho para o céu e penso: 'O Senhor poderia me atingir com um raio. Tem certeza que quer que eu interprete seu Filho? Eu?' Em vez disso, o que senti foi um sentimento avassalador de amor, aceitação e liberdade que nunca consegui colocar em palavras. Uma mensagem de Deus? Pode ser."

## Filmografia

### Filmes
2005 - Jogo pela Sobrevivência - Manuel
2006 - Aftersun - Felipe
2008 - Mamma Mia! - Petros
2013 - Rubenesque - Hernandez
2015 - Fuera de foco - Marcos
2016 - After the Reality - Dunkin
2020 - Dashing in December - Heath
2021 - Resurrection - Jesus
2021 - Raise a Glass to Love - Marcelo Castillo

### Filmes e series de TV
2005-2006 - River City - Luca Rossi
2010 - Supercharly
2011 - Física o Química - Xavi López
2013 - El don de Alba - Víctor
2013 - Camp - Miguel Santos
2014 - Dallas - Nicolas Treviño
2015 - A.D. The Bible Continues - Jesus Christ
2016-2020 - Fuller House - Fernando Hernandez-Guerrero-Fernandez-Guerrero

### Teatro
1999 - Grease - Danny Zuko
2002 - Chicago - Aaron
2009-2010 - Saturday Night Fever - Tony Manero
2012 - More Than 100 Lies - Juan
2012-2013 - Primer Acto (One Man Show) - Juan Pablo